# Ramona (Kalifornija)
Ramona je naseljeno područje za statističke svrhe u američkoj saveznoj državi Kalifornija. Prema popisu stanovništva iz 2010. u njemu je živjelo 20.292 stanovnika.